# Myonia sobria
Myonia sobria är en fjärilsart som beskrevs av Walker 1854. Myonia sobria ingår i släktet Myonia och familjen tandspinnare. Inga underarter finns listade i Catalogue of Life.